# バーモント州の郡一覧
バーモント州の郡一覧は、アメリカ合衆国バーモント州内の郡の一覧である。バーモント州内には14の郡がある。これらの郡の中には237の町、9の市、5の未編入領域、4のゴア(Gore) 、合計255の政体が含まれている。各郡には郡庁所在地があり、バーモント州では「シャータウン」(shire town) と呼ばれている。

## 歴史
1779年時点でバーモント州には2つの郡があった。西側がベニントン郡、東側がカンバーランド郡と呼ばれた。1781年、カンバーランド郡が3つの郡に分割され、別にワシントン郡と名付けられた部分は最終的にニューハンプシャー州の一部になった。現在あるワシントン郡は1810年に設立されたときから1814年までジェファーソン郡と呼ばれていた。エセックス郡、オーリンズ郡、カレドニア郡は集合的に「ノースイースト王国」と呼ばれている。
次の一覧はアルファベット順である。また、人口は2020年国勢調査による。

## バーモント州の郡の一覧
| バーモント州の郡の一覧      |                               |           |                 |                |      |
| 郡名                        | 郡庁所在地                    | 設立年    | 人口 （2020年） | 陸地面積 (km2) | 地図 |
| アディソン郡 Addison        | ミドルベリー                  | 1785年    | 37,363          | 1,995          |      |
| ベニントン郡 Bennington     | ベニントン 及びマンチェスター | 1779年    | 37,347          | 1,751          |      |
| カレドニア郡 Caledonia      | セントジョンズベリー          | 1792年    | 30,233          | 1,686          |      |
| チッテンデン郡 Chittenden   | バーリントン                  | 1787年    | 168,323         | 1,396          |      |
| エセックス郡 Essex          | ギルドホール                  | 1792年    | 5,920           | 1,722          |      |
| フランクリン郡 Franklin     | セントオールバンズ            | 1792年    | 49,946          | 1,650          |      |
| グランドアイル郡 Grand Isle | ノースヒーロー                | 1802年    | 7,293           | 215            |      |
| ラモイル郡 Lamoille         | ハイドパーク                  | 1835年    | 25,945          | 1,194          |      |
| オレンジ郡 Orange           | チェルシー                    | 1781年    | 29,277          | 1,785          |      |
| オーリンズ郡 Orleans        | ニューポート                  | 1792年    | 27,393          | 1,805          |      |
| ラトランド郡 Rutland        | ラトランド                    | 1781年    | 60,572          | 2,414          |      |
| ワシントン郡 Washington     | モントピリア                  | 1810年    | 59,807          | 1,787          |      |
| ウィンダム郡 Windham        | ニューフェイン                | 1779年[a] | 45,905          | 2,044          |      |
| ウィンザー郡 Windsor        | ウッドストック                | 1781年    | 57,753          | 2,515          |      |

## 原註
- a  ウィンダム郡の設立年を1781年であるとしている史料が幾つかある。カンバーランド郡は改名では無く、解消だった。[4]